# 木村敷秀
木村 敷秀（きむら のぶひで、1855年3月3日〈安政2年1月15日〉 - 1924年〈大正13年〉8月12日）は、直心影流剣術家、大日本武徳会剣道範士。幼名は鐵太郎。

## 経歴
加賀国金沢生まれ。幼時より加賀藩の藤岡勇之助に水野心法一傳流を学び、明治元年（1868年）に免許皆伝を授かる。翌明治2年（1869年）、藩の雄飛館剣道教師となり、明治8年（1875年）まで務める。
明治10年（1877年）7月、上京し警視庁警部補に任官。同年、西南戦争で新撰旅団小隊長に任命される。同年10月、榊原鍵吉に入門し直心影流剣術を修める。その後、学習院教授、警視庁、東京高等師範学校、東京大学等の嘱託を務める。
大正元年（1912年）、大日本帝国剣道形制定の委員を務める。

## 称号
- 1908年（明治41年）、大日本武徳会剣道教士
- 1918年（大正7年）、大日本武徳会剣道範士